# Lixhausen
Lixhausen (prononcé [liksawzən]) est une commune française du département du Bas-Rhin, en région Grand Est.
Cette commune se trouve dans la région historique et culturelle d'Alsace.
En 2014, la population légale est de 364 habitants, appelés les Lixhausenois.

## Géographie

### Localisation
Lixhausen se trouve au nord-ouest de Strasbourg, au début de l'Alsace dite bossue.
Village rural d'Alsace, Lixhausen est situé à 27,8 km au nord-ouest de Strasbourg dans le terroir de l'Arrière-Kochersberg. Au niveau intercommunal, la municipalité est intégrée dans le pays de la Zorn qui regroupe 27 localités autour de Hochfelden. 

### Communes limitrophes
| Issenhausen            | Ringendorf | Ettendorf    |
| Zœbersdorf             | Lixhausen  | Alteckendorf |
| Wickersheim-Wilshausen | Bossendorf |              |

### Géologie
Une carrière est ouverte dans les marnes de la mer des schistes gris, rapportés au Pliensbachien (Lias). Les schistes gris sont exploités en vue de la fabrication des briques et des tuiles, qui contribuent au charme des villages alsaciens.

### Hydrographie
La commune est dans le bassin versant du Rhin au sein du bassin Rhin-Meuse. Elle est drainée par le ruisseau le Bachgraben,.
Le Bachgraben, d'une longueur de 13 km, prend sa source dans la commune de Bouxwiller et se jette  dans la Zorn à Hochfelden, après avoir traversé huit communes. 

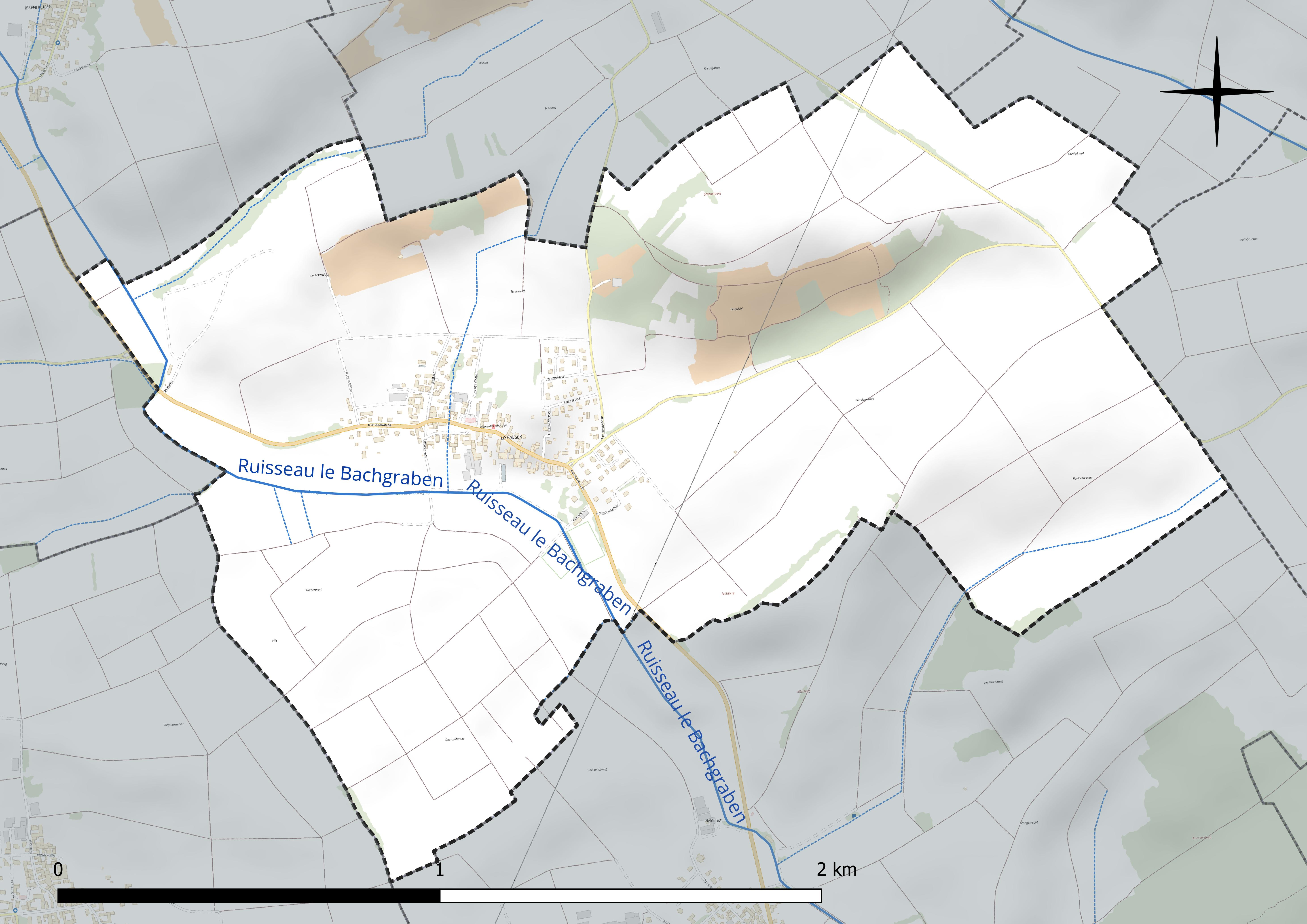
Réseau hydrographique de Lixhausen.

### Climat
Pour des articles plus généraux, voir Climat du Grand Est et Climat du Bas-Rhin.
En 2010, le climat de la commune est de type climat des marges montargnardes, selon une étude du Centre national de la recherche scientifique s'appuyant sur une série de données couvrant la période 1971-2000. En 2020, Météo-France publie une typologie des climats de la France métropolitaine dans laquelle la commune est exposée à un climat semi-continental et est dans la région climatique  Vosges, caractérisée par une pluviométrie très élevée (1 500 à 2 000 mm/an) en toutes saisons et un hiver rude (moins de 1 °C). 
Pour la période 1971-2000, la température annuelle moyenne est de 10,5 °C, avec une amplitude thermique annuelle de 17,6 °C. Le cumul annuel moyen de précipitations est de 782 mm, avec 10,1 jours de précipitations en janvier et 10,1 jours en juillet. Pour la période 1991-2020, la température moyenne annuelle observée sur la station météorologique de Météo-France la plus proche, « Waltenheim-sur-zorn », sur la commune de Waltenheim-sur-Zorn à 8 km à vol d'oiseau, est de 11,3 °C et le cumul annuel moyen de précipitations est de 652,2 mm. 
La température maximale relevée sur cette station est de 38 °C, atteinte le 7 août 2015 ; la température minimale est de −14,9 °C, atteinte le 20 décembre 2009,,. 
Les paramètres climatiques de la commune ont été estimés pour le milieu du siècle (2041-2070) selon différents scénarios d'émission de gaz à effet de serre à partir des nouvelles projections climatiques de référence DRIAS-2020. Ils sont consultables sur un site dédié publié par Météo-France en novembre 2022.

## Urbanisme

### Typologie
Au 1er janvier 2024, Lixhausen est catégorisée commune rurale à habitat dispersé, selon la nouvelle grille communale de densité à sept niveaux définie par l'Insee en 2022.
Elle est située hors unité urbaine. Par ailleurs la commune fait partie de l'aire d'attraction de Strasbourg (partie française), dont elle est une commune de la couronne,. Cette aire, qui regroupe 268 communes, est catégorisée dans les aires de 700 000 habitants ou plus (hors Paris),.

### Occupation des sols
L'occupation des sols de la commune, telle qu'elle ressort de la base de données européenne d’occupation biophysique des sols Corine Land Cover (CLC), est marquée par l'importance des territoires agricoles (84,9 % en 2018), en diminution par rapport à 1990 (100 %). La répartition détaillée en 2018 est la suivante : 
terres arables (77,2 %), cultures permanentes (7,7 %), zones urbanisées (7,6 %), mines, décharges et chantiers (7,5 %). L'évolution de l’occupation des sols de la commune et de ses infrastructures peut être observée sur les différentes représentations cartographiques du territoire : la carte de Cassini (XVIIIe siècle), la carte d'état-major (1820-1866) et les cartes ou photos aériennes de l'IGN pour la période actuelle (1950 à aujourd'hui).

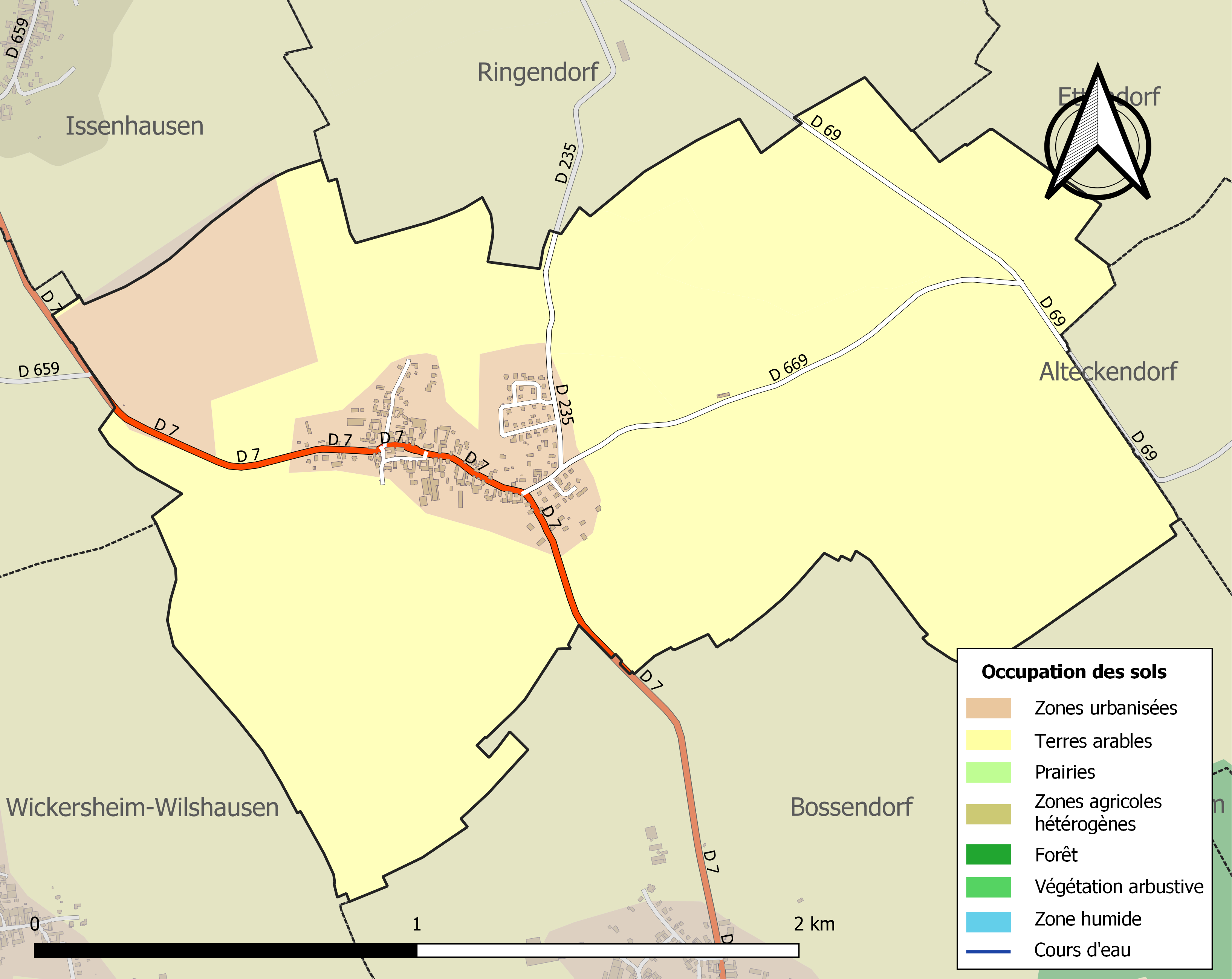
Carte des infrastructures et de l'occupation des sols de la commune en 2018 (CLC).

## Toponymie
Le nom est composé du terme « Haus », à savoir « maison, demeure » et d'un nom propre, « Lutold », dont la prononciation locale (avec la marque du génitif fort) a abouti au diminutif « Lix ».

En moyen haut-allemand, le pluriel en est « Husen » tandis que, en allemand contemporain, cela donne plutôt « Hausen ». On retrouve les différentes formes en Alsace, en plus des formes ayant résulté des différents processus de francisation : « House » ou « Hause ».

Le village s'appelle donc « maisons de Lutold » (au pluriel).

## Politique et administration

### Liste des maires
| Période                                  | Période                   | Identité                                           | Étiquette | Qualité |
| ---------------------------------------- | ------------------------- | -------------------------------------------------- | --------- | ------- |
| Les données manquantes sont à compléter. |                           |                                                    |           |         |
| mars 2001                                | mars 2014                 | Pierre-Paul Jung                                   |           |         |
| mars 2014                                | En cours (au 31 mai 2020) | Daniel Lengenfelder Réélu pour le mandat 2020-2026 |           |         |

## Population et société

### Démographie
L'évolution du nombre d'habitants est connue à travers les recensements de la population effectués dans la commune depuis 1793. Pour les communes de moins de 10 000 habitants, une enquête de recensement portant sur toute la population est réalisée tous les cinq ans, les populations de référence des années intermédiaires étant quant à elles estimées par interpolation ou extrapolation. Pour la commune, le premier recensement exhaustif entrant dans le cadre du nouveau dispositif a été réalisé en 2006.

En 2022, la commune comptait 363 habitants, en évolution de −2,94 % par rapport à 2016 (Bas-Rhin : +3,17 %, France hors Mayotte : +2,11 %).
| 1793 | 1800 | 1806 | 1821 | 1831 | 1836 | 1841 | 1846 | 1851 |
| ---- | ---- | ---- | ---- | ---- | ---- | ---- | ---- | ---- |
| 274  | 315  | 361  | 433  | 370  | 382  | 380  | 369  | 350  |

| 1856 | 1861 | 1866 | 1871 | 1875 | 1880 | 1885 | 1890 | 1895 |
| ---- | ---- | ---- | ---- | ---- | ---- | ---- | ---- | ---- |
| 299  | 309  | 310  | 307  | 321  | 338  | 351  | 339  | 328  |

| 1900 | 1905 | 1910 | 1921 | 1926 | 1931 | 1936 | 1946 | 1954 |
| ---- | ---- | ---- | ---- | ---- | ---- | ---- | ---- | ---- |
| 306  | 312  | 309  | 277  | 268  | 274  | 276  | 263  | 254  |

| 1962 | 1968 | 1975 | 1982 | 1990 | 1999 | 2006 | 2011 | 2016 |
| ---- | ---- | ---- | ---- | ---- | ---- | ---- | ---- | ---- |
| 225  | 240  | 262  | 238  | 246  | 260  | 323  | 350  | 374  |

| 2021 | 2022 | - | - | - | - | - | - | - |
| ---- | ---- | - | - | - | - | - | - | - |
| 372  | 363  | - | - | - | - | - | - | - |

### Enseignement
Lixhausen ne possède pas d'école. En effet l'école principale est située à Wickersheim, qui va de la petite section de maternelle, au CM2. Le collège de secteur est le collège Gustave-Doré, à Hochfelden. Pour le lycée, Saverne est la ville de secteur.

### Sports
Lixhausen possède un club de foot, le F.C Lixhausen, dont la première équipe évolue en division 3.
Une aire de jeu est installée au centre du village.

## Culture locale et patrimoine

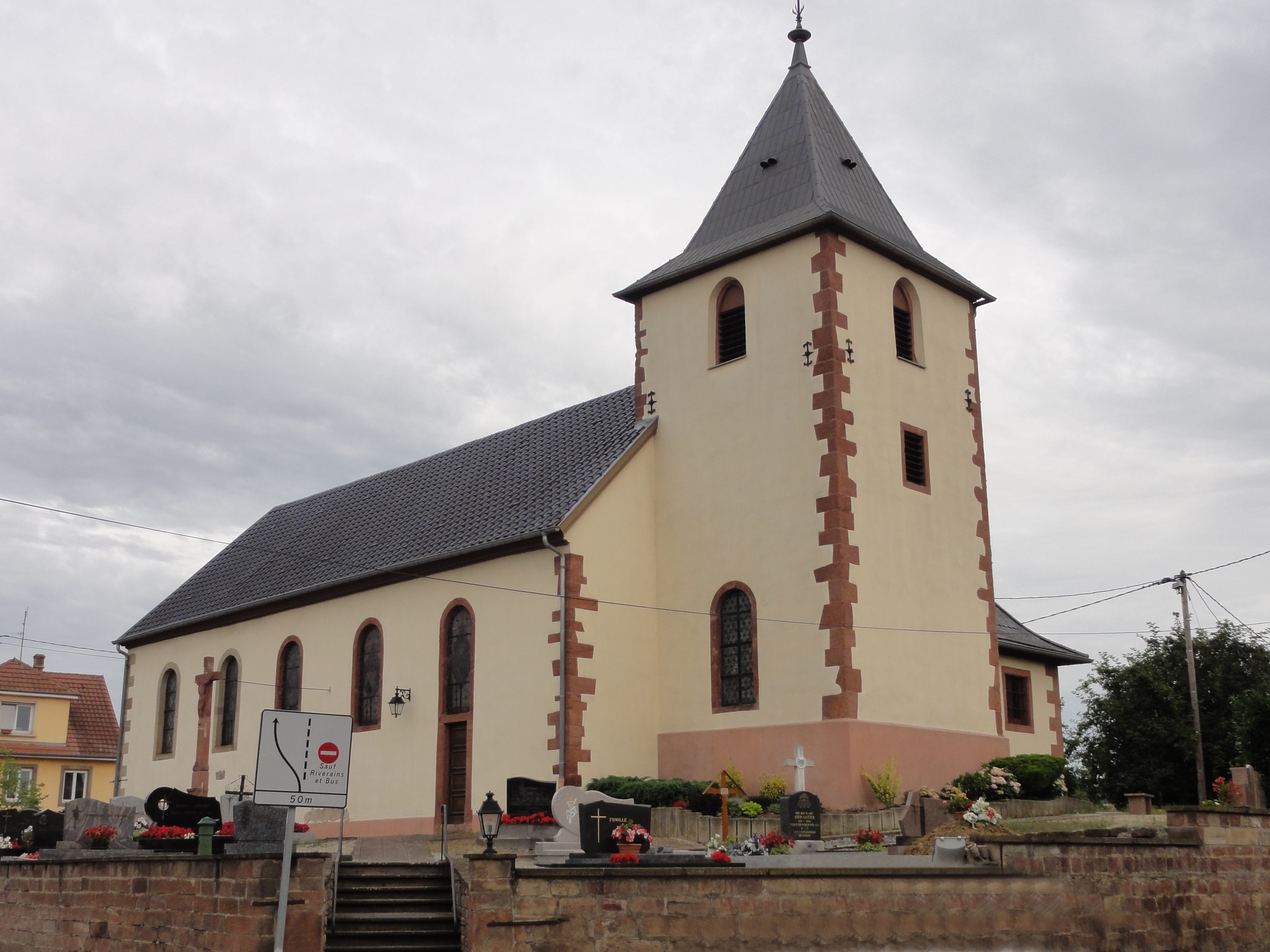
L'église Saint-Nabor.

### Lieux et monuments
- L'église Saint-Nabor[22].
- Ferme[23].

## Héraldique
| Blason de Lixhausen | Blason  | De gueules à Saint Nabor à mi-corps de carnation, armé de toutes pièces d'or, tenant de sa dextre une épée d'argent posée en bande, avec une couronne aussi d'or sommée d'une croisette potencée du même. |
| Blason de Lixhausen | Détails | |